# Eudejeania femoralis
Eudejeania femoralis là một loài ruồi trong họ Tachinidae.